# Liparometra regalis
Liparometra regalis is een haarster uit de familie Mariametridae.
De wetenschappelijke naam van de soort werd in 1888 gepubliceerd door Philip Herbert Carpenter.